# Biancoblù Basket Bologna
La Biancoblù Basket Bologna è stata una società sportiva professionistica di pallacanestro con sede a Bologna, nata dall'acquisizione della società Basket Club Ferrara. 
Nel giugno 2011 Giulio Romagnoli, assieme ad altre persone facenti parte di una holding denominata «Fortitudo 2011», rilevò la società ferrarese il cui numero di affiliazione FIP è 43885, spostandole la sede sociale a Bologna.
 

Le intenzioni iniziali di Romagnoli erano di riportare nel basket professionistico la storica Fortitudo Pallacanestro Bologna che, fondata nel 1932, non disputava alcun campionato dal 2010. Romagnoli cambiò il nome della società da «Pallacanestro Ferrara» a «Società Cestistica Fortitudo Bologna» e stabilì la sede nella storica via San Felice 103, sede della Società Ginnastica Fortitudo (la casa madre).

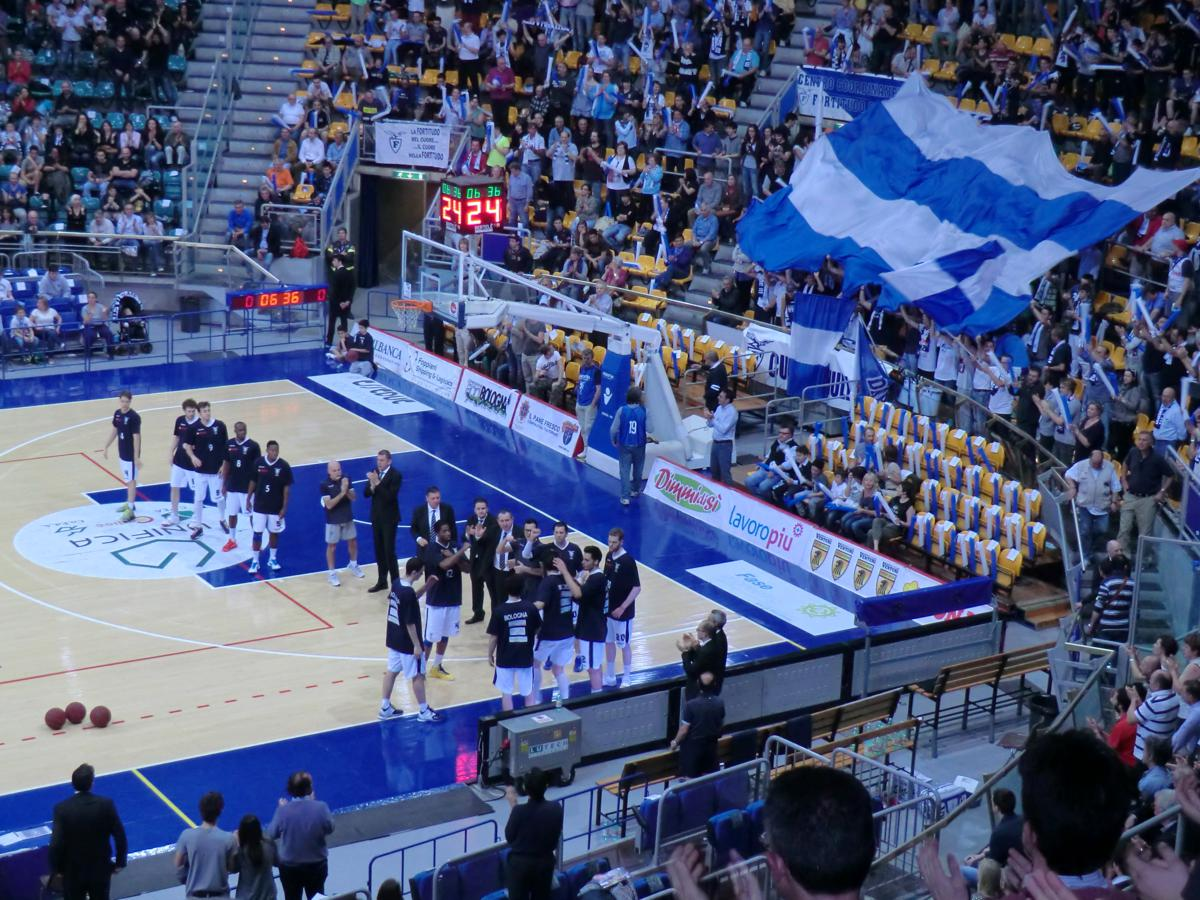
Squadra 2012-2013 nel prepartita, accolta dai tifosi.

Una serie di controversie dipanate dalla Federazione Italiana Pallacanestro però ha fatto fare al Presidente una retromarcia. Infatti il 4 agosto 2011, durante una conferenza stampa, pronunciò queste parole: "(...) il nostro progetto si pone non come continuazione di Fortitudo Pallacanestro ma come trasferimento nel professionismo di S.G. Fortitudo (...)".

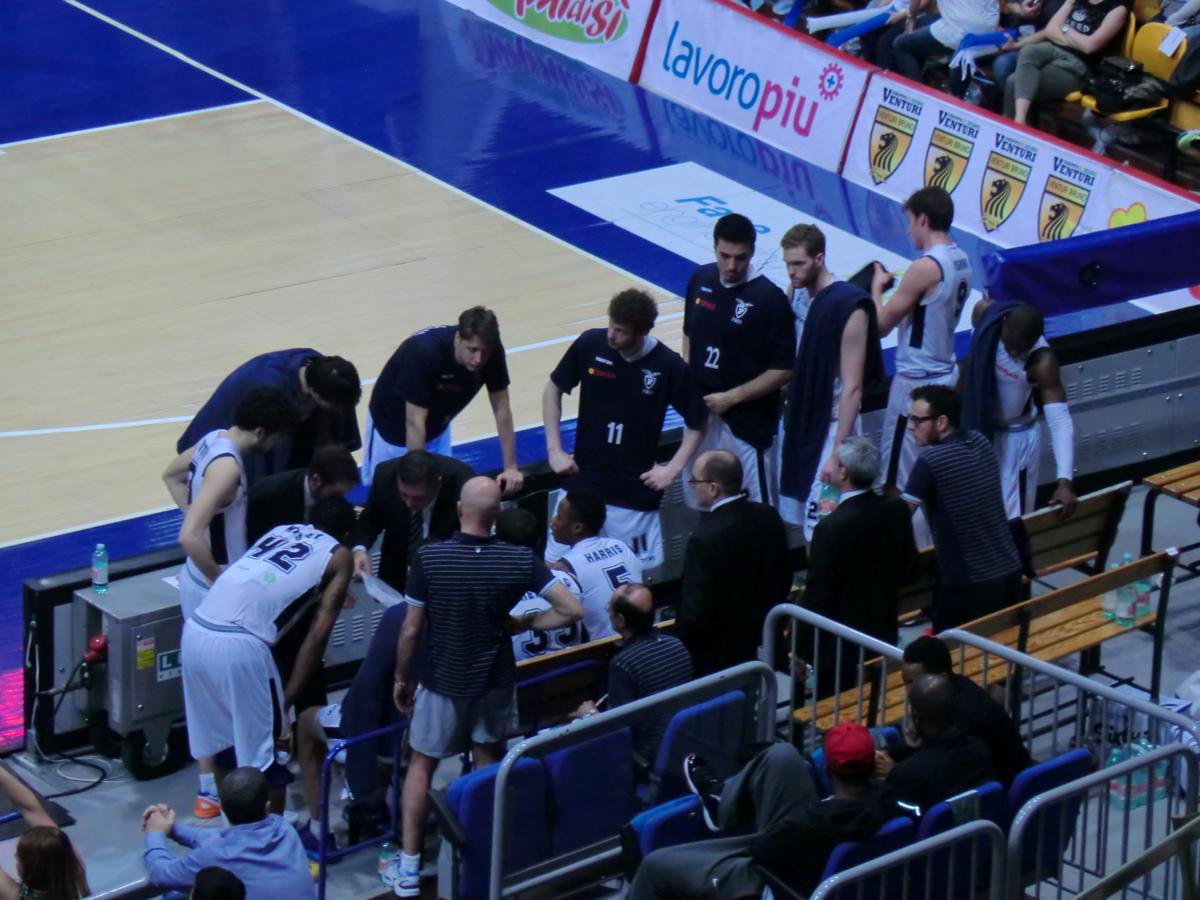
La squadra durante un time-out.

Il logo della Biancoblù era la storica "Effe Scudata", simbolo sia della Fortitudo Pallacanestro che della "Casa Madre", con l'aggiunta, sotto lo stemma, della scritta "1901", anno di nascita della Società madre. Questo perché il marchio storico, portato a conoscenza del grande pubblico dalla pallacanestro, all'epoca era di proprietà di So.Ge.Ma. Fortitudo S.r.l. (Società Gestione Marketing), una società scorporata da Fortitudo Pallacanestro di proprietà di Gilberto Sacrati. Sul logo pendevano ricorsi al tribunale su chi ne deteneva i diritti di utilizzo.
La Biancoblù Basket Bologna non va confusa con la Eagles Basket Bologna, altra squadra fondata nel 2011 (con codice di affiliazione FIP 052578) e che ha militato in Divisione Nazionale B FIP nel 2011-2012 e in quello di Divisione Nazionale A nell'anno successivo. Questa nuova squadra nasce grazie alla scissione del Gira Ozzano che cede così il titolo sportivo "senior" sufficiente per far partecipare la neo squadra al campionato di B2. Nel novembre 2012 la Eagles fu esclusa dal campionato di Divisione Nazionale A a causa di inadempienze economiche.

## Storia
La Biancoblù Basket Bologna fu costituita dopo l'acquisizione, appoggiata dalla Società Ginnastica Fortitudo, del titolo sportivo del Basket Club Ferrara, società militante nel Campionato di Legadue. Dopo lunghe trattative il 30 giugno 2011, nella sede della Società Ginnastica Fortitudo a Bologna, è stata ufficializzata l'acquisizione del titolo di Legadue.
A capo della società vi è Giulio Romagnoli, affiancato dal vicepresidente Marco Scapoli e da oltre 14 imprenditori tra cui anche alcuni soci del Bologna F.C. Inizialmente la nuova società fu denominata "Società Cestistica Fortitudo Bologna" ed anche "Effe Biancoblù Basket Bologna".
Già nel 2010 la casa madre aveva sostenuto lo stesso Romagnoli nell'operazione di apparentamento con la squadra di Serie B Dilettanti della Pallacanestro Budrio. Nella stagione 2010-2011 infatti la Pallacanestro Budrio scendeva in campo con le maglie bianco-blu (colori storici della Fortitudo) e, grazie ad un accordo con il proprietario di Fortitudo Bologna, Gilberto Sacrati (1960-2024), esibiva il simbolo storico della Fortitudo. Per questa stagione la Pallacanestro Budrio, affiancata al nome della casa madre, aveva come sponsor la catena di supermercati Conad, sponsor che poi ha continuato a dare il suo appoggio anche alla Biancoblù Basket Bologna nella stagione 2011-2012.
Il 16 giugno 2011 il Consiglio Federale ha approvato la richiesta di trasferimento di sede del Basket Club Ferrara a Bologna, mentre ha espresso parere negativo riguardo al cambio di denominazione. Sempre nello stesso Consiglio Federale, a proposito della scissione del Gira Ozzano, si è dichiarato disponibile ad autorizzare un trasferimento d'attività e ha comunque deliberato di non accettare qualsiasi denominazione che possa generare confusione con quella della società Fortitudo Bologna, regolarmente affiliata alla FIP. Il Presidente FIP Dino Meneghin, in una intervista a proposito di quel Consiglio Federale disse: "Vorrei ricordare che non siamo nel far west e che quando ci si affilia alla FIP si accettano anche i suoi regolamenti. A Bologna esiste una società di pallacanestro che si chiama “Fortitudo Pallacanestro” e che ha diritto di esistere avendo saldato tutti quei debiti sportivi che ne mettevano in dubbio l'affiliazione. Non era, quindi possibile concedere ad altri quel nome perché avremmo solamente generato confusione."
Tutto ciò significò nei mesi successivi che la denominazione della squadra di Giulio Romagnoli e della casa madre divenne appunto Biancoblù Basket Bologna, mentre per la nuova Società creata da Gilberto Sacrati si abbandonò il nome iniziale di Fortitudo 103 e divenne Eagles Bologna.
Per la situazione paradossale creatasi nell'universo cestistico della Bologna biancoblù, furono avviate alcune trattative tra Gilberto Sacrati e Giulio Romagnoli per cercare di trovare una sintesi, che potesse riproporre la Fortitudo Pallacanestro Bologna ad alti livelli. Dopo vari tentativi andati sempre a vuoto si arrivò ad un'asta che vide Giulio Romagnoli unico concorrente, acquistando Eagles e Fortitudo.
Al termine della stagione 2012-2013, la Biancoblù Bologna cede il titolo sportivo di Legadue all'Azzurro Napoli Basket 2013 terminando la propria attività, poiché dalla stagione successiva tornerà ufficialmente la Fortitudo Pallacanestro Bologna.

## Cronistoria

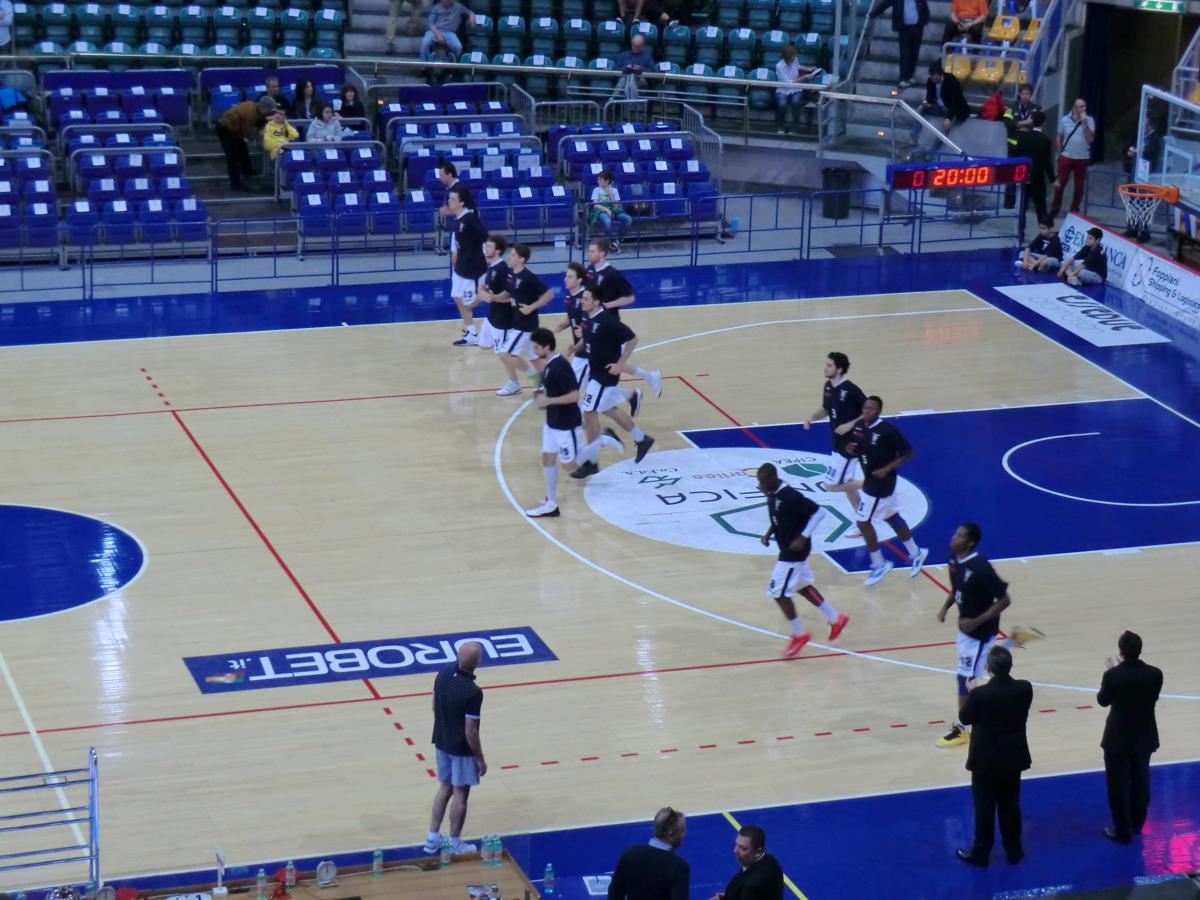
Riscaldamento prima di una partita contro Fulgor Libertas Forlì 2012-2013.

## Rosa 2012-2013
|    | Naz.                   | Ruolo | Sportivo          | Anno |     |     |  |
| -- | ---------------------- | ----- | ----------------- | ---- | --- | --- |  |
| 5  | Stati Uniti (bandiera) | PG    | Ricky Harris      | 1987 | 188 | 86  |  |
| 6  | Italia (bandiera)      | AC    | Matteo Guidetti   | 1994 |     |     |  |
| 8  | Italia (bandiera)      | PG    | David Cournooh    | 1990 | 187 | 83  |  |
| 9  | Italia (bandiera)      | AP    | Patrizio Verri    | 1988 | 195 | 90  |  |
| 10 | Italia (bandiera)      | PG    | Andrea Pecile     | 1980 | 187 | 87  |  |
| 11 | Italia (bandiera)      | G     | Giovanni Gasparin | 1991 | 187 | 76  |  |
| 14 | Italia (bandiera)      | P     | Matteo Montano    | 1992 | 183 | 80  |  |
| 19 | Italia (bandiera)      | AP    | Donato Cutolo     | 1987 | 198 | 92  |  |
| 20 | Italia (bandiera)      | AG    | Giovanni Pini     | 1988 | 200 | 92  |  |
| 22 | Italia (bandiera)      | AC    | Francesco Infante | 1992 | 200 | 103 |  |
| 31 | Italia (bandiera)      | G     | Michele Vitali    | 1991 | 196 | 89  |  |
| 33 | Serbia (bandiera)      | AG    | Ðorđe Drenovac    | 1992 | 209 | 105 |  |
| 42 | Stati Uniti (bandiera) | C     | William Mosley    | 1989 | 202 | 100 |  |